# الحصن (تريم)

'

تعديل مصدري - تعديل

الحصن هي إحدى قرى عزلة وادي العين بمديرية وادي العين التابعة لمحافظة حضرموت، بلغ تعداد سكانها 496 نسمة حسب تعداد اليمن لعام 2004.